# Kraśniczyn (gemeente)
De gemeente Kraśniczyn is een landgemeente in het Poolse woiwodschap Lublin, in powiat Krasnostawski.
De zetel van de gemeente is in Kraśniczyn.
Op 30 juni 2004 telde de gemeente 4383 inwoners.

## Oppervlakte gegevens
In 2002 bedroeg de totale oppervlakte van gemeente Kraśniczyn 110,02 km², waarvan:
- agrarisch gebied: 73%
- bossen: 20%

De gemeente beslaat 9,67% van de totale oppervlakte van de powiat.

## Demografie
Stand op 30 juni 2004:
| Omschrijving                   | Totaal | Totaal | Vrouwen | Vrouwen | Mannen | Mannen |
| ------------------------------ | ------ | ------ | ------- | ------- | ------ | ------ |
| eenheid                        | aantal | %      | aantal  | %       | aantal | %      |
| inwoners                       | 4383   | 100    | 2207    | 50,4    | 2176   | 49,6   |
| bevolkingsdichtheid (inw./km²) | 39,8   | 39,8   | 20,1    | 20,1    | 19,8   | 19,8   |

In 2002 bedroeg het gemiddelde inkomen per inwoner 1302,92 zł.

## Plaatsen
Anielpol, Bończa, Bończa-Kolonia, Brzeziny, Chełmiec, Czajki, Drewniki, Franciszków, Kraśniczyn, Łukaszówka, Majdan Surhowski, Olszanka, Pniaki, Stara Wieś, Surhów, Surhów-Kolonia, Wolica, Wólka Kraśniczyńska, Zalesie, Zastawie.

## Aangrenzende gemeenten
Grabowiec, Izbica, Krasnystaw, Leśniowice, Skierbieszów, Siennica Różana, Wojsławice